# Мбайе, Амаду
Амаду Мбагник Мбайе (фр. Amadou M'Bagnick M'Baye; род. 31 мая 1964) — сенегальский легкоатлет, специалист по бегу на короткие дистанции. Выступал за национальную сборную Сенегала по лёгкой атлетике в период 1987—1994 годов, чемпион Африки, участник многих крупных международных стартов, в том числе двух летних Олимпийских игр.

## Биография
Амаду Мбайе родился 31 мая 1964 года.
Впервые заявил о себе в лёгкой атлетике на взрослом международном уровне в сезоне 1987 года, когда вошёл в основной состав сенегальской национальной сборной и побывал на чемпионате мира в Риме, где стартовал в программе эстафеты 4 × 100 метров.
Благодаря череде удачных выступлений удостоился права защищать честь страны на летних Олимпийских играх 1988 года в Сеуле. В беге на 100 метров дошёл до стадии четвертьфиналов, тогда как в эстафете 4 × 100 метров остановился уже на предварительном этапе.
После сеульской Олимпиады Мбайе остался в составе легкоатлетической команды Сенегала на ещё один олимпийский цикл и продолжил принимать участие в крупнейших международных стратах. Так, в 1989 году он одержал победу на чемпионате Африки в Лагосе, занял четвёртое место в эстафете 4 × 100 метров на Кубке мира в Барселоне и финишировал пятым в беге на 100 метров на Играх франкофонов в Касабланке — установил здесь свой личный рекорд в данной дисциплине, преодолев дистанцию за 10,32 секунды.
В 1991 году бежал 60 метров на чемпионате мира в помещении в Севилье, но был далёк от попадания в число призёров.
Находясь в числе лидеров сенегальской национальной сборной, благополучно прошёл отбор на Олимпийские игры 1992 года в Барселоне. На сей раз стартовал исключительно в эстафете 4 × 100 метров, вновь не смог пройти дальше предварительного квалификационного забега.
В 1994 году отметился выступлением на Играх франкофонов Бондуфле.